# Megasoma sleeperi
Megasoma sleeperi är en skalbaggsart som beskrevs av Hardy 1972. Megasoma sleeperi ingår i släktet Megasoma och familjen Dynastidae. Inga underarter finns listade i Catalogue of Life.